# Kraftwerk Jeffrey
Das Kraftwerk Jeffrey ist ein Kohlekraftwerk in der Nähe von St. Marys im US-Bundesstaat Kansas.
Das Kraftwerk wird mit schwefelarmer Kohle aus dem Powder River Basin befeuert. 2009 und 2010 wurden außerdem bei allen Blöcken Anlagen zur Rauchgasentschwefelung installiert.

## Blöcke
| Block | Nettoleistung | Inbetriebnahme | Stilllegung |
| ----- | ------------- | -------------- | ----------- |
| 1     | 720 MW        | 1978           |             |
| 2     | 720 MW        | 1980           |             |
| 3     | 720 MW        | 1983           |             |